# Flechtennabelinge
Die Flechtennabelinge (Lichenomphalia) sind eine Pilzgattung aus der Familie der Schnecklingsverwandten, deren Arten obligat mit Grünalgen vergesellschaftet sind, als Flechte leben und nabelingsartige Fruchtkörper bilden.
Die Typusart ist der Hellgelbe Flechtennabeling (Lichenomphalia hudsoniana).

## Merkmale

### Makroskopische Merkmale
Der polsterförmige, schwach gewölbte oder flach ausgebreitete Hut misst im Durchmesser 3–23(–30) mm. Die Hutmitte ist oft niedergedrückt bis genabelt oder trichterartig vertieft. Die Oberfläche des Huts ist entweder glatt oder gefurcht, trocken oder feucht und der Rand fein gekerbt. Das Farbspektrum reicht von Weiß über blass bis leuchtend Gelb und Oliv-ocker, Dunkelrot-braun bis hin zu Oliv-braun. Die am Stiel herablaufenden Lamellen sind relativ dick, oft gegabelt oder querverbunden und stehen zueinander entfernt. Die Farben entsprechen denen des Huts oder sind blasser. Das Sporenpulver hinterlässt einen weißen bis gelblichen Abdruck. Der mehr oder minder zylindrische Stiel ist (3–)10–25(–40) mm lang und 0,5–3 mm dick, die Stielrinde glatt oder bereift, trocken und matt. Sowohl der Geschmack als auch der Geruch sind unspezifisch.

### Mikroskopische Merkmale
Die fast kugeligen bis zylindrischen oder tropfenförmigen Sporen sind durchscheinend (hyalin), haben dünne und glatte Wände und zeigen unter der Zugabe von Iodreagenzien keine Farbreaktion (inamyloid). An den Sporenständern (Basidien) reifen jeweils 2 oder 4 Sporen heran. Sowohl auf der Lamellenfläche als auch an den Lamellenschneiden kommen keine Zystiden vor. Auch auf dem Stiel fehlen Zystiden; dafür besitzen einige Arten hervorstehende Pilzfäden (Hyphen). Auch auf dem Hut treten keine Zystiden auf. Die Hutdeckschicht (Pileipellis) ist eine Cutis aus liegenden Hyphen, selten mit Übergängen zu einem Trichoderm. Im gesamten Fruchtkörper sind die Querwände der Hyphen (Septen) schnallenlos.

## Ökologie und Phänologie

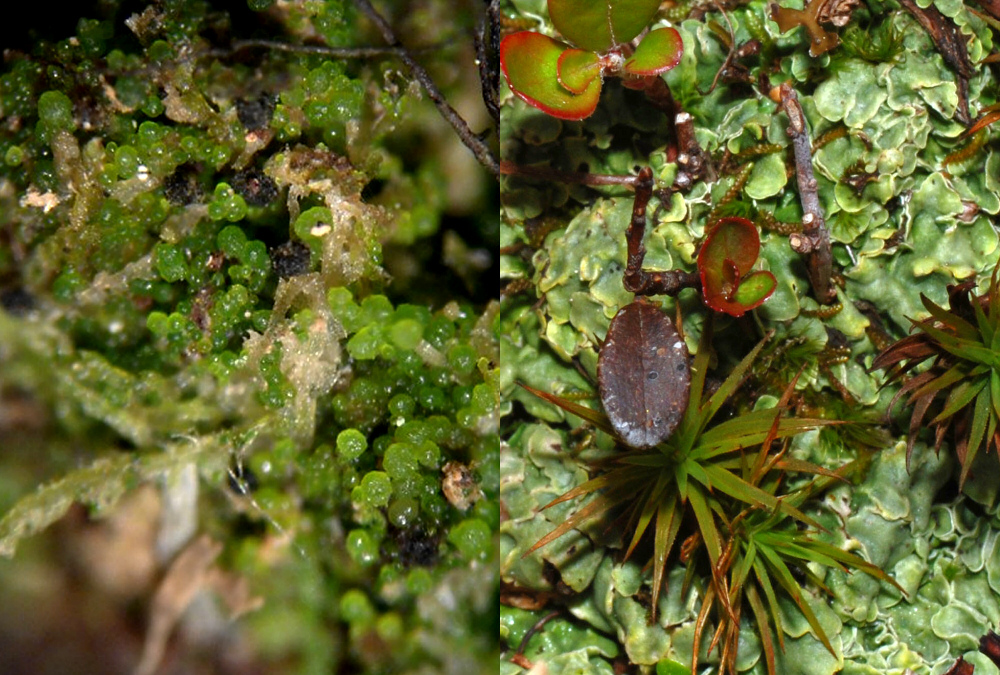
Die unterschiedlichen Lager der Flechtennabelinge im Vergleich: links der körnige Botrydina- und rechts daneben der schuppige Coriscium-Typ

Flechtennabelinge sind ausschließlich zusammen mit Algen überlebensfähig. Sie bilden mit Coccomyces-Arten eine Flechte und besitzen entweder ein kleinkörniges, grünes Lager (Thallus) vom Botrydina-Typ oder einen schuppenartigen Coriscium-Thallus aus kleinen, muschelförmigen und blass grünen, weißrandigen Elementen. Lichenomphalia-Arten besiedeln nackten mineralischen Boden wie moorigen oder torfigen Untergrund, wachsen sogar inmitten von Torfmoosen und kommen häufig in der alpinen Höhenstufe vor.
Die Fruchtkörper erscheinen vom Frühjahr bis in den Herbst hinein.

## Arten

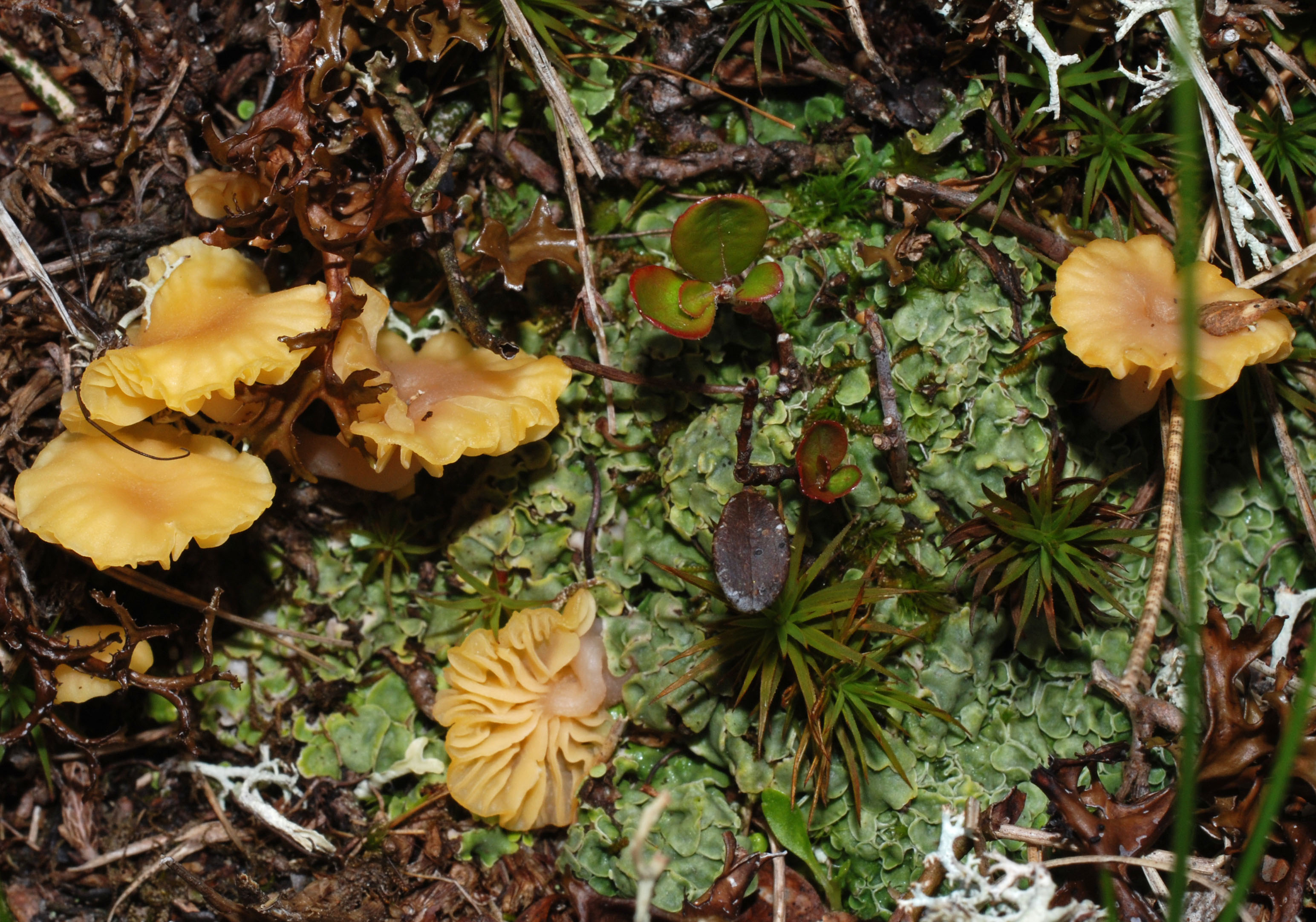
Hellgelber Flechtennabeling Lichenomphalia hudsonia
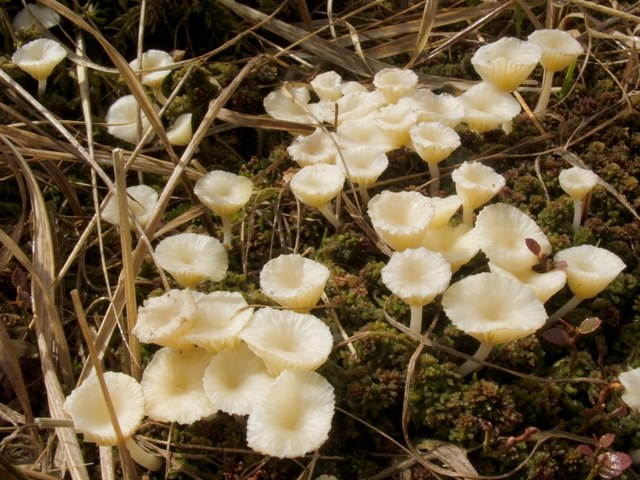
Heide-Flechtennabeling Lichenomphalia umbellifera

Für Europa sind 7 Taxa bekannt bzw. zu erwarten.
| Flechtennabelinge (Lichenomphalia) in Europa |                               |                                                                          |
| \| Deutscher Name \| Wissenschaftlicher Name \| Autorenzitat \| \| ------------------------------------------- \| ----------------------------- \| ------------------------------------------------------------------------ \| \| Alpen- oder Zitronengelber Flechtennabeling \| Lichenomphalia alpina \| (Britzelmayr 1890) Redhead et al. 2002 \| \| \| Lichenomphalia cinereispinula \| Neville & Fouchier 2009 \| \| Hellgelber Flechtennabeling \| Lichenomphalia hudsoniana \| (O.E. Jennings 1936) Redhead et al. 2002 \| \| Südlicher Flechtennabeling \| Lichenomphalia meridionalis \| (Contu & La Rocca 1999) P.-A. Moreau & Courtecuisse in Courtecuisse 2008 \| \| \| Lichenomphalia pararustica \| (Clémençon 1982) Elborne in Knudsen & Vesterholt 2008 \| \| Heide- oder Gefalteter Flechtennabeling \| Lichenomphalia umbellifera \| (Linnaeus 1753 : Fries 1828) Redhead et al. 2002 \| \| Samtiger oder Grauer Flechtennabeling \| Lichenomphalia velutina \| (Quélet 1886) Redhead et al. 2002 \| |                               |                                                                          |
| Deutscher Name | Wissenschaftlicher Name       | Autorenzitat                                                             |
| Alpen- oder Zitronengelber Flechtennabeling | Lichenomphalia alpina         | (Britzelmayr 1890) Redhead et al. 2002                                   |
| | Lichenomphalia cinereispinula | Neville & Fouchier 2009                                                  |
| Hellgelber Flechtennabeling | Lichenomphalia hudsoniana     | (O.E. Jennings 1936) Redhead et al. 2002                                 |
| Südlicher Flechtennabeling | Lichenomphalia meridionalis   | (Contu & La Rocca 1999) P.-A. Moreau & Courtecuisse in Courtecuisse 2008 |
| | Lichenomphalia pararustica    | (Clémençon 1982) Elborne in Knudsen & Vesterholt 2008                    |
| Heide- oder Gefalteter Flechtennabeling | Lichenomphalia umbellifera    | (Linnaeus 1753 : Fries 1828) Redhead et al. 2002                         |
| Samtiger oder Grauer Flechtennabeling | Lichenomphalia velutina       | (Quélet 1886) Redhead et al. 2002                                        |

- Hellgelber Flechtennabeling
Lichenomphalia hudsonia
- Heide-Flechtennabeling
Lichenomphalia umbellifera